# Solo Dance
"Solo Dance" é uma canção do DJ dinamarquês Martin Jensen, gravada para o seu álbum de estreia ainda sem título. Foi composta pelo próprio com o auxílio de Mads Dyhrberg, Lene Dissing e Peter Bjørnskov, sendo produzida pelos dois primeiros. O seu lançamento ocorreu em 4 de novembro de 2016, através da Disco:wax.

## Desempenho nas tabelas musicais

### Posições
| Tabela musical (2016–17)                | Melhor posição |
| --------------------------------------- | -------------- |
| Alemanha (Media Control Charts)         | 14             |
| Áustria (Ö3 Austria Top 40)             | 30             |
| Bélgica (Ultratip de Flandres)          | 27             |
| Bélgica (Ultratip da Valônia)           | 32             |
| Dinamarca (Tracklisten)                 | 7              |
| Eslováquia (IFPI Slovenská Republika)   | 37             |
| Estados Unidos (Dance/Electronic Songs) | 21             |
| Finlândia (IFPI Finlândia)              | 78             |
| Noruega (VG-lista)                      | 7              |
| Países Baixos (MegaCharts)              | 44             |
| Chéquia (IFPI Česká Republika)          | 44             |
| Suécia (Sverigetopplistan)              | 7              |
| Suíça (Schweizer Hitparade)             | 62             |

### Certificações
| País (Empresa) | Certificação |
| -------------- | ------------ |
| Suécia (GLF)   | 3× Platina   |